# Baby, Please Don't Go
"Baby, Please Don't Go" je bluesová skladba, kterou poprvé nahrál Big Joe Williams v roce 1935. Píseň nahrálo mnoho interpretů, z nichž nejznámější byla skupina AC/DC.

## Verze
- 1935: Big Joe Williams, nahrál i v roce 1941
- 1936: Tampa Kid
- 1936: Sam Montgomery
- 1939: Leonard 'Baby Doo' Caston
- 1948: Lightnin' Hopkins
- 1949: John Lee Hooker
- 1952: Big Bill Broonzy
- 1952: The Orioles
- 1953: Muddy Waters
- 1957: Billy Lee Riley & his Little Green Men
- 1960: Mance Lipscomb
- 1961: Pink Anderson
- 1962: Mose Allison
- 1962: Bob Dylan
- 1964: Them
- 1964: Georgie Fame and the Blue Flames
- 1966: The Ballroom
- 1966: Los Ovnis
- 1967: Cuby and the Blizzards
- 1967: Amboy Dukes
- 1968: Beacon Street Union
- 1969: Alvin Lee
- 1972: Gary Glitter
- 1973: Budgie
- 1974: AC/DC
- 1984: Restless
- 1985: Bill Wyman's "Willie and the Poor Boys" featuring Charlie Watts, Andy Fairweather-Lowe, Mickey Gee, Geraint Watkins[1]
- 1991: Webb Wilder
- 2004: Aerosmith
- 2008: The Strange Boys
- Zakk Wylde's Pride & Glory
- Paul Butterfield
- The Doors
- Tony Joe White
- Beausoleil
- Al Kooper
- John Mellencamp
- MC5
- Van Morrison
- Ted Nugent
- Tom Petty and the Heartbreakers
- Paul Revere & the Raiders
- Taste
- The Animals
- Mississippi Fred McDowell
- The Tragically Hip
- Rising Storm
- Dave Evans